# Ici

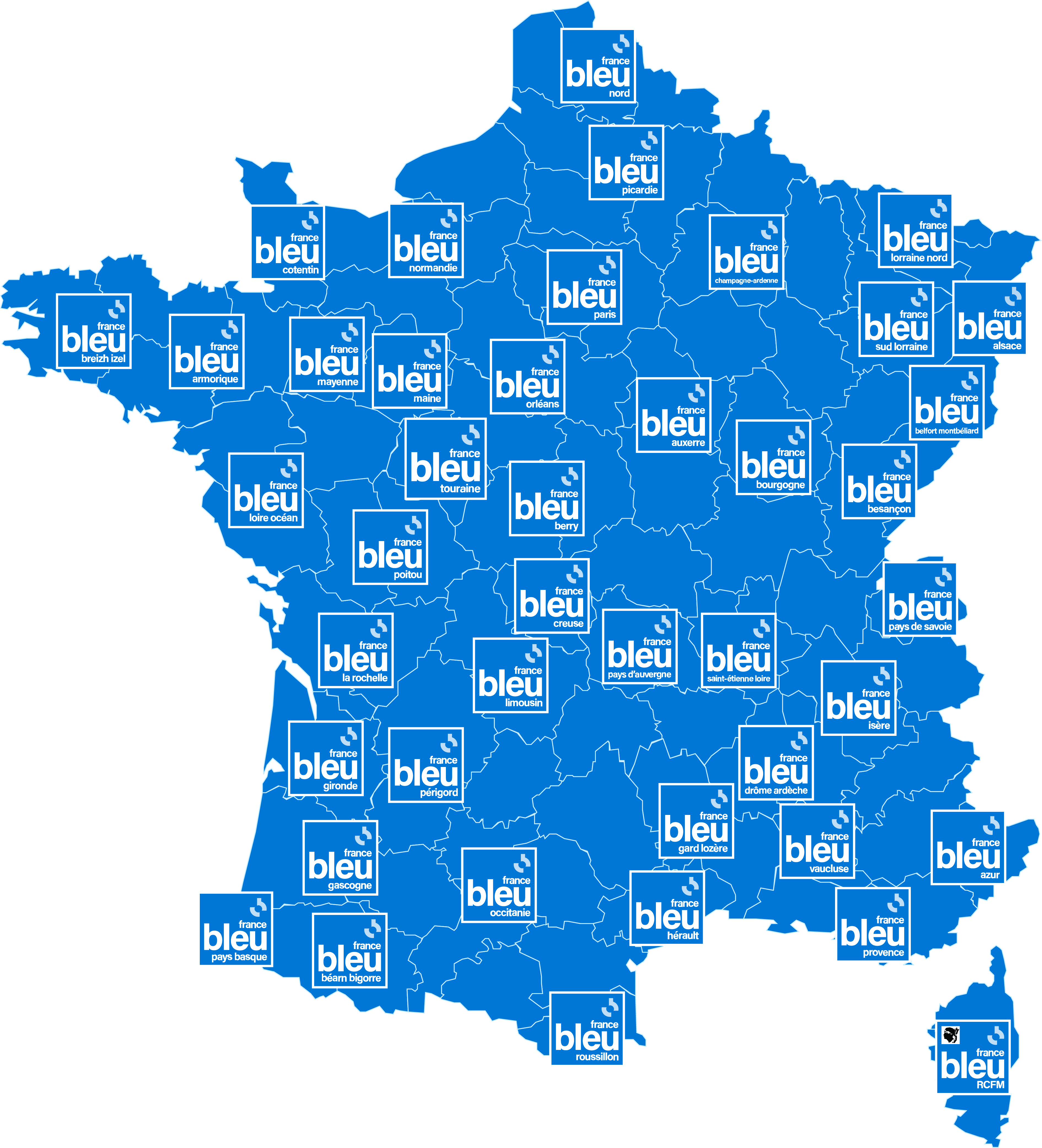
Red de radiodifusión de las emisoras por región

Ici, hasta enero de 2025 conocida como France Bleu, es una emisora radiofónica francesa de ámbito local y regional, y perteneciente al grupo Radio France. La programación de la cadena es en general musical con noticias locales dependiendo del departamento en el que emite.  
Fue fundada en el año 2000 tras la fusión de las cadenas Radio France Networks, Les locales de Radio France y Radio Bleue. La sede central se encuentra en París bajo el nombre de Ici Paris Île-de-France mientras que el resto depende del área de radiodifusión, ya sea departamento, región o localidad.En audiencia es la tercera radio más escuchada del grupo Radio France.